# 履物

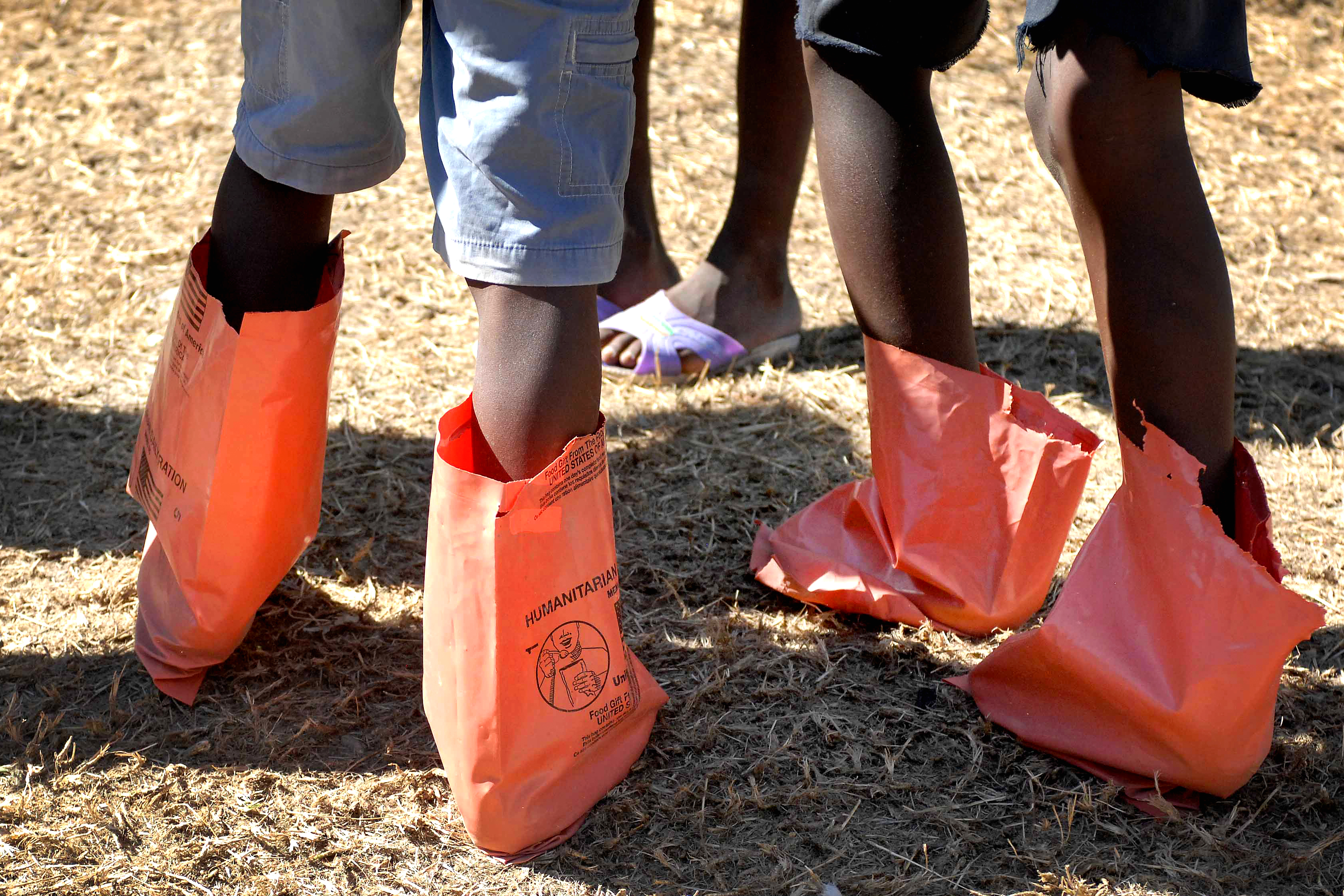
ハイチのポルトープランスにて、人道支援食の空袋を履物代わりにするハイチ地震の被災者

履物（はきもの）は、足に着用されるものの総称。靴、ブーツ、下駄など。履物の下に靴下やストッキングを着用することもある。

## 歴史
服飾の歴史は旧石器時代には始まるが、履物の歴史はさらに遅く古代エジプトの古王国にみられるパピルス製のサンダルが最古のものとされる。ただし、古代には履物は王侯貴族や僧侶、戦士などにしか着用が許されておらず、さらに多くの場合には儀式用で威儀を示す目的で履かれたにすぎない。
一方で下駄は田下駄を起源とするともいわれているほか、雪中歩行のためのかんじき、海苔の採集や梨の収穫に用いる丈のある海苔下駄や梨下駄のように道具に由来する履物もある。
当初、履物には身近な素材が使用され、狩猟が日常的に行われていたヨーロッパでは動物の皮を利用した。アイヌ文化では鮭の皮から履物が製作された。
履物には足の保護や足の機能の補助の目的がある。現代では履物は服飾の一環にもなっているが、被服は比較的多様なデザインが可能なのに対し、履物は体重を載せて歩けるものでなければならず、足と適合している必要がある。歴史上では歩く目的から逸脱した履物が出現したこともあり、ルネッサンス時代のヨーロッパでは爪先が30cmも出ている靴が流行したこともあったが姿を消した。
大量生産の履物が出回るようになるまで、靴の製作には足を採寸して作成した木型が用いられたが、現代では高級靴以外では木型の作成は稀になった。

## 構造と分類

### 開放性履物と閉塞性履物
履物はサンダルや下駄などのように足の甲を開放している開放性履物と、靴のように足の甲を開放しない閉塞性履物に大別される。

### 民俗学上の分類
民俗学上の履物の分類にはいくつか見解がある。
|            | 細分類                                                                     |
| ---------- | -------------------------------------------------------------------------- |
| 鼻緒履物類 | 下駄類、草履類、草鞋類                                                     |
| 被甲履物類 | 藁沓類、皮沓類、足袋類                                                     |
| 補助履物類 | 爪掛類、踵当類、打掛類、甲掛類、草鞋掛類                                   |
| 特殊履物類 | 足桶類、海苔下駄類、田下駄類、かんじき類、輪かんじき類、踏俵類、いたぞり類 |

## 文化
アメリカ合衆国では屋内でも履物を履いたままでいることが多いのに対し、日本・韓国では脱ぐことが通常である。詳細は靴を脱ぐ習慣を参照。